# 水本凜
水本 凜（みずもと りん、1998年1月11日 - ）は、日本の元女優、元タレント。愛称は、りんりん、りん、りんちゃん。
東京都出身。芸能界引退時はニチエンプロダクション所属。3人姉弟の長女。『天才てれびくんMAX』2008年度 - 2010年度てれび戦士として知られる。

## 略歴
- 2006年 - 日テレ学院に入学[2]。その後ニチエンプロダクションに所属し、芸能界にデビュー。
- 2008年3月31日 - NHK教育『天才てれびくんMAX』てれび戦士として3年間出演。
- 2011年5月9日 - オフィシャルブログ「リンリン♪こちら凜です！」を開設。
- 2018年7月21日 - 年内で芸能界を引退することを発表。
- 2018年12月31日 - 芸能界を引退。

## 出演

### テレビドラマ
- Xenos（2007年、テレビ東京）波多野ミナ（幼少） 役
- 風魔の小次郎 第1話（2007年、TOKYO MX）小桃 役
- 榎本くるみミュージックドラマ「愛すべき人」（2007年、フジテレビ）咲（幼少） 役
- 金曜プレステージ 花いくさ〜京都祇園 伝説の芸妓・岩崎峰子〜（2007年、フジテレビ）月子（幼少） 役
- 下流の宴（2011年、NHK）福原可奈（幼少・写真） 役
- 特命戦隊ゴーバスターズ 第1話・第20話（2012年、テレビ朝日）桜田リカ（幼少） 役
- さよならゴースト（2012年、BS日テレ）葉山光莉 役

### バラエティ
- ファイテンション☆スクール（2007年、テレビ東京）ファイテンション☆キッズ
- 天才てれびくんMAX（2008年 - 2011年、NHK教育）てれび戦士

### その他のテレビ番組
- 科学大好き土よう塾（2007年 - 2008年、NHK教育）塾生

### 映画
- KIDS（2008年、東映）アサトのいとこ 役
- MARCHING -明日へ-（2014年）秋山詩織 役

### CM
- 市進教育グループ（2012年 - 2013年）イメージキャラクター